# Dettol
Dettol er varemærket på en række hygiejneprodukter, der er blevet fremstillet af firmaet ”Reckitt & Colman Ltd.” (senere: ”Reckitt Benckiser”), siden slutningen af 1940'erne. Det originale produkt, "Dettol Liquid (Classic)", forhandles ikke i Danmark.

## Sammensætning og kemi
Den oprindelige, antiseptiske, desinficerende og flydende Dettol er gul i sin ufortyndedede form, men da flere af ingredienserne er uopløselige i vand, danner den ved udrøring i vand en mælket emulsion af fine oliedråber i vandet, som kan sammenlignes med ouzovirkningen.
Den aktive ingrediens i Dettol, den, som giver produktet dets antiseptiske egenskaber, er chlorxylenol (C8H9ClO), også kaldet 4-kloro-3,5-dimetylfenol, som en aromatisk forbindelse med CAS-nr. 88-04-0. Chlorxylenol udgør 4,8% af Dettols samlede indhold, hvor resten består af fyrrenålsolie, isopropanol, amerikansk olie, sæbe og vand.

## Anvendelse
Når Dettol er opløst, kan det bruges til sårrensning og til desinfektion af borde, vægge og gulve i husholdninger, slagterier osv.

### Problematisk anvendelse
I Australien har det vist sig, at udsprøjtet Dettol er dræbende for agatudser, en invasiv art, som man indførte i ubetænksomhed fra Hawaii i 1935. (Man håbede, at padden kunne nedkæmpe billearten Dermolepida albohirtum, men den blev selv yderst ødelæggende for det hjemlige økosystem). Når man sprøjter med desinfektionsmidlet på klos hold, viser det sig at dræbe tudserne meget hurtigt. Det vides ikke, om indholdet af giftige stoffer er langsomt nedbrydeligt, eller om de skader andre dele af Australiens flora og fauna.
På baggrund af bekymringer over den mulige skadevirkning på andre af Australiens vildtlevende arter, blev Dettol forbudt som bekæmpelsesmiddel af Western Australias Department of Environment and Conservation i 2011.

## Giftighed

### Mennesker
Som det gælder for andre, kunstigt fremstillede rengøringsmidler, er der en fare for, at Dettol kan forvolde dødelige forgiftninger. Midlet er giftigt ved både indtagelse og indånding.
En 42-årig, britisk mand døde på grund af en overdosis Dettol i maj 2007. Ifølge obduktionen kunne man ikke afgøre, om den dødelige dosis skyldtes indtagelse eller indånding.

### Dyr
Dettol er giftig for mange dyr, især katte. Dettol indeholder fenoler, som er særligt farlige for katte, da de ikke kan udskille giftstofferne, når de først har optaget dem. En kat kan få midlet i sig, når den slikker poterne, efter at de har været i kontakt med det..

## Eksterne links
- Officiel hjemmeside for Dettol Arkiveret 14. oktober 2013 hos  Wayback Machine
- Officiel, dansk hjemmeside for firmaet "Reckitt Benckiser" Arkiveret 15. oktober 2013 hos  Wayback Machine